# 后宫沙穴吸虫
后宫沙穴吸虫（学名：Saakotrema metatestes）为棘口科沙穴属的动物。分布于越南河内、印度、多瑙河三角洲以及中国大陆的天津等地，营寄生生活，宿主小白鹭，寄生于小肠、大肠、直肠和韦氏囊。